# Anaconda (distribution Python)
Pour les articles homonymes, voir Anaconda (homonymie).
Anaconda est une distribution libre et open source des langages de programmation Python et R appliqué au développement d'applications dédiées à la science des données et à l'apprentissage automatique (traitement de données à grande échelle, analyse prédictive, calcul scientifique), qui vise à simplifier la gestion des paquets et de déploiement. Les versions de paquetages sont gérées par le système de gestion de paquets conda. 

## Présentation
La distribution Anaconda est utilisée par plus de 6 millions d'utilisateurs. La version d'installation comprend plus de 250 paquets populaires en science des données adaptés pour Windows, Linux et MacOS. Plus de 7 500 paquets open-source supplémentaires peuvent être installés à partir de PyPI ainsi que du gestionnaire de paquets et d'environnements virtuels conda. 
Elle comprend également une interface graphique, Anaconda Navigator, qui est une alternative graphique à l'interface de ligne de commande (CLI). 
La grande différence entre Conda et le gestionnaire de paquets pip consiste dans la gestion des dépendances des paquets.  

## Navigateur Anaconda

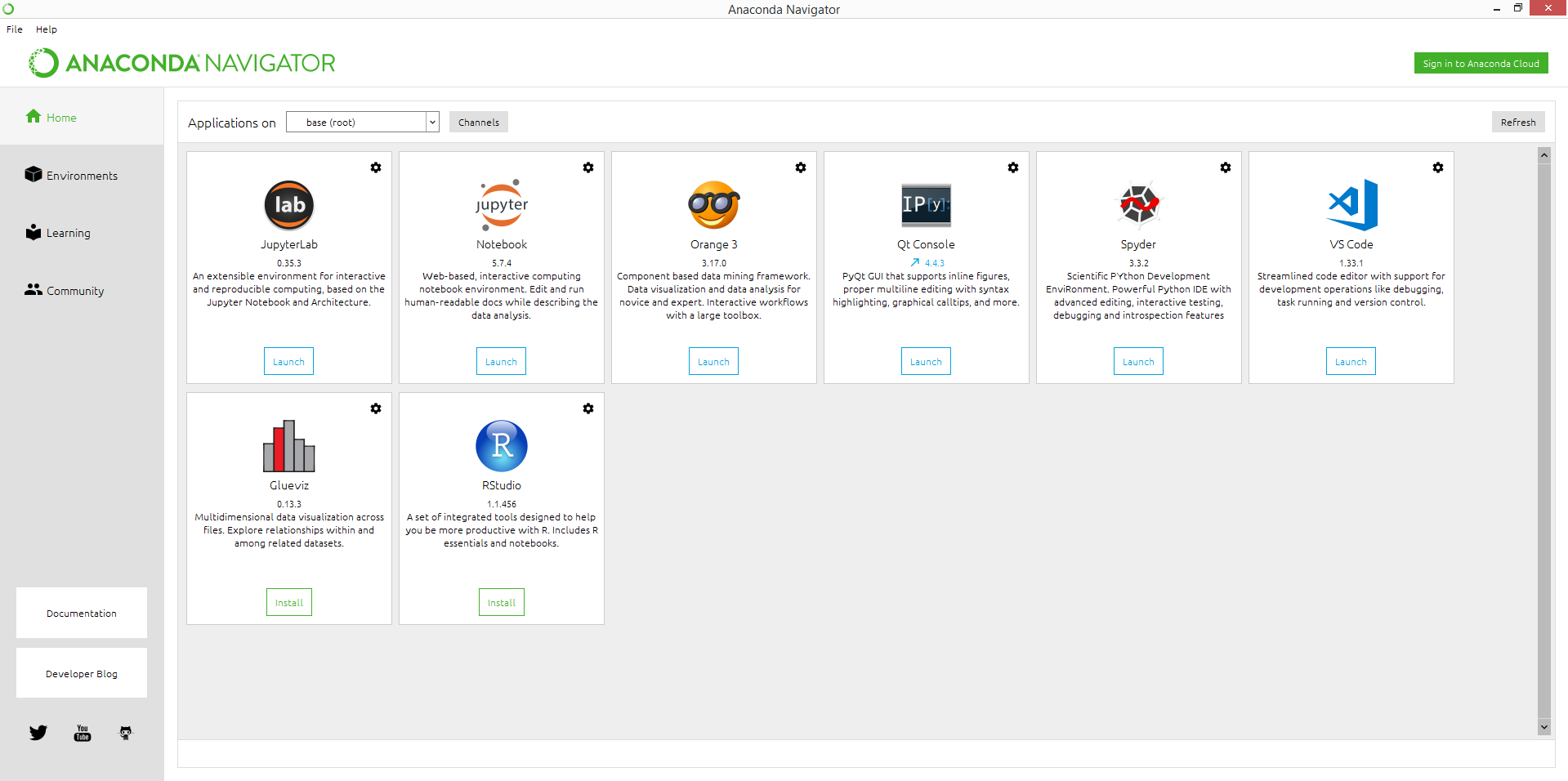
Anaconda Navigator

Le Navigateur Anaconda est une interface graphique (GUI) incluse dans la distribution Anaconda, et qui permet aux utilisateurs de lancer des applications, mais aussi de gérer les librairies conda, les environnements et les canaux sans utiliser la moindre ligne de commande.
Le Navigateur peut également accéder à des librairies présentes sur le Cloud Anaconda ou dans un Repository Anaconda local, afin de les installer dans un environnement, les exécuter et les mettre à jour. Il est disponible pour Windows, macOS et Linux.
Les applications suivantes sont disponibles par défaut dans le navigateur: 
- JupyterLab
- Jupyter Notebook
- QtConsole[5]
- Spyder